# Obecně závazná vyhláška kraje
Obecně závazná vyhláška kraje je v České republice právní předpis vydávaný zastupitelstvem kraje v jeho samostatné působnosti na základě zmocnění v čl. 104 odst. 3 Ústavy. Obsahem krajských vyhlášek je právní regulace místních záležitostí v působnosti dané samosprávy. Obecně závazné vyhlášky kraje mohou upravovat jen právní vztahy v mezích samostatné působnosti kraje (§ 6 a 14 zákona o krajích), popř. hlavního města Prahy (§ 44 zákona o hlavním městě Praze).
Vyhláška kraje musí být v souladu se zákony České republiky a nesmí upravovat právní vztahy vyhrazené obci nebo státu.
Vedle obecně závazných vyhlášek vydávají kraje ve své přenesené působnosti (státní správa přenesená na orgány územní samosprávy) také nařízení, která schvaluje rada kraje.
Vyhlášky a nařízení kraje nabývají platnosti dnem zveřejnění ve věstníku právních předpisů kraje.
Účinnosti nabývá patnáctým dnem po vyhlášení, není-li v něm stanovena účinnost pozdější. Výjimečně, vyžaduje-li to naléhavý obecný zájem, může být stanovena účinnost v kratší době, nejdříve však v den vyhlášení; v takovém případě musí být zveřejněna i na úředních deskách dotčených obcí a v hromadných informačních prostředcích.
Samostatných působností kraje vykonatelných prostřednictvím obecně závazných vyhlášek je relativně málo. Zákon o krajích výslovně zmiňuje vyhlašování závazné části územně plánovací dokumentace pro území kraje. Ve Středočeském kraji mají podobu krajských vyhlášek závazné části územních plánů jednotlivých velkých územních celků. Moravskoslezský kraj v seznamu platných právních předpisů kraje uvádí v roce 2012 vedle množství nařízení pouze dvě obecně závazné vyhlášky, které se obě týkají vyhlášení závazné části plánu odpadového hospodářství kraje.

## Dozor a opravné prostředky
Kraj musí vydanou vyhlášku neprodleně po vyhlášení zaslat ministerstvu vnitra. Ministerstvo vnitra vykonává dle § 81 zákona o krajích dozor nad zákonností vyhlášek kraje. Odporuje-li vyhláška kraje zákonu, ministerstvo jej vyzve k nápravě. Nezjedná-li kraj nápravu do 60 dnů od doručení výzvy, kraj účinnost vyhlášky pozastaví a přitom stanoví přiměřenou lhůtu ke zjednání nápravy. V případě zřejmého rozporu obecně závazné vyhlášky kraje s lidskými právy a základními svobodami může ministerstvo pozastavit její účinnost i bez předchozí výzvy ke zjednání nápravy. Pokud kraj zjedná nápravu, ministerstvo pozastavení neprodleně zruší a účinnost vyhlášky tak obnoví. Pokud kraj ve stanovené lhůtě opět nápravu nezjedná ani nepodá proti rozhodnutí rozklad, ministerstvo vnitra do 30 dnů od uplynutí lhůty pro nápravu podá Ústavnímu soudu návrh na zrušení vyhlášky, v případě podání a zamítnutí rozkladu tak učiní do 30 dnů od zamítnutí rozkladu. Shledá-li Ústavní soud, že je vyhláška neústavní či nezákonná, zruší ji. Pokud ústavní soud návrh na zrušení vyhlášky odmítne, zamítne nebo zastaví řízení, dnem nabytí právní moci tohoto rozhodnutí je účinnost vyhlášky obnovena a rozhodnutí o pozastavení účinnosti zrušeno.
Návrhů na zrušení obecné vyhlášky kraje je poměrně málo. Jedním z nich byl například návrh ze 17. 8. 2007 na zrušení obecně závazné vyhlášky Jihomoravského kraje ze dne 9. 11. 2006, kterou se vyhlašuje závazná část Územního plánu velkého územního celku Břeclavska, podaného obcemi Bavory a Dolní Dunajovice, zastoupenými advokátem Luďkem Šikolou, přičemž jako vedlejší účastník se k řízení připojil veřejný ochránce práv Otakar Motejl s návrhem zamítnout návrh na zrušení vyhlášky. Navrhovatelé argumentovali nedodržením stanoveného postupu při vydání vyhlášky, zneužitím působnosti kraje a rozporu vydané vyhlášky se zákonem. Ústavní soud usnesením z 1. 7. 2009 návrh zamítl pro nepříslušnost, protože k přezkumu byl prvotně příslušný Nejvyšší správní soud. Přitom navrhovatelé v návrhu uvedli, že Nejvyšší správní soud již předtím zrušení vyhlášky odmítl, neboť dospěl k závěru, že předmětný územní plán není opatřením obecné povahy a tedy není v jeho pravomoci ji zrušit. Toto usnesení Nejvyššího správního soudu Ústavní soud zrušil v listopadu 2008 nálezem Pl. ÚS 14/07.